# Пођо Вителино (Ријети)
Пођо Вителино је насеље у Италији у округу Ријети, региону Лацио.
Према процени из 2011. у насељу је живело 32 становника. Насеље се налази на надморској висини од 946 м.